# Poupartia
Poupartia  es un género de plantas con 21 especies,  perteneciente a la familia de las anacardiáceas.

## Taxonomía
El género fue descrito por Comm. ex Juss. y publicado en Genera Plantarum 372. 1789. La especie tipo es: Poupartia borbonica

## Especies
| - Poupartia acuminata - Poupartia amazonica - Poupartia axillaris - Poupartia birrea - Poupartia borbonica - Poupartia caffra - Poupartia castanea | - Poupartia chapelieri - Poupartia chinensis - Poupartia dulcis - Poupartia excelsa - Poupartia fordii - Poupartia guianensis - Poupartia gummifera | - Poupartia mangifera - Poupartia minor - Poupartia orientalis - Poupartia pinnata - Poupartia pubescens - Poupartia silvatica - Poupartia triphylla |